# Niklas Zennström

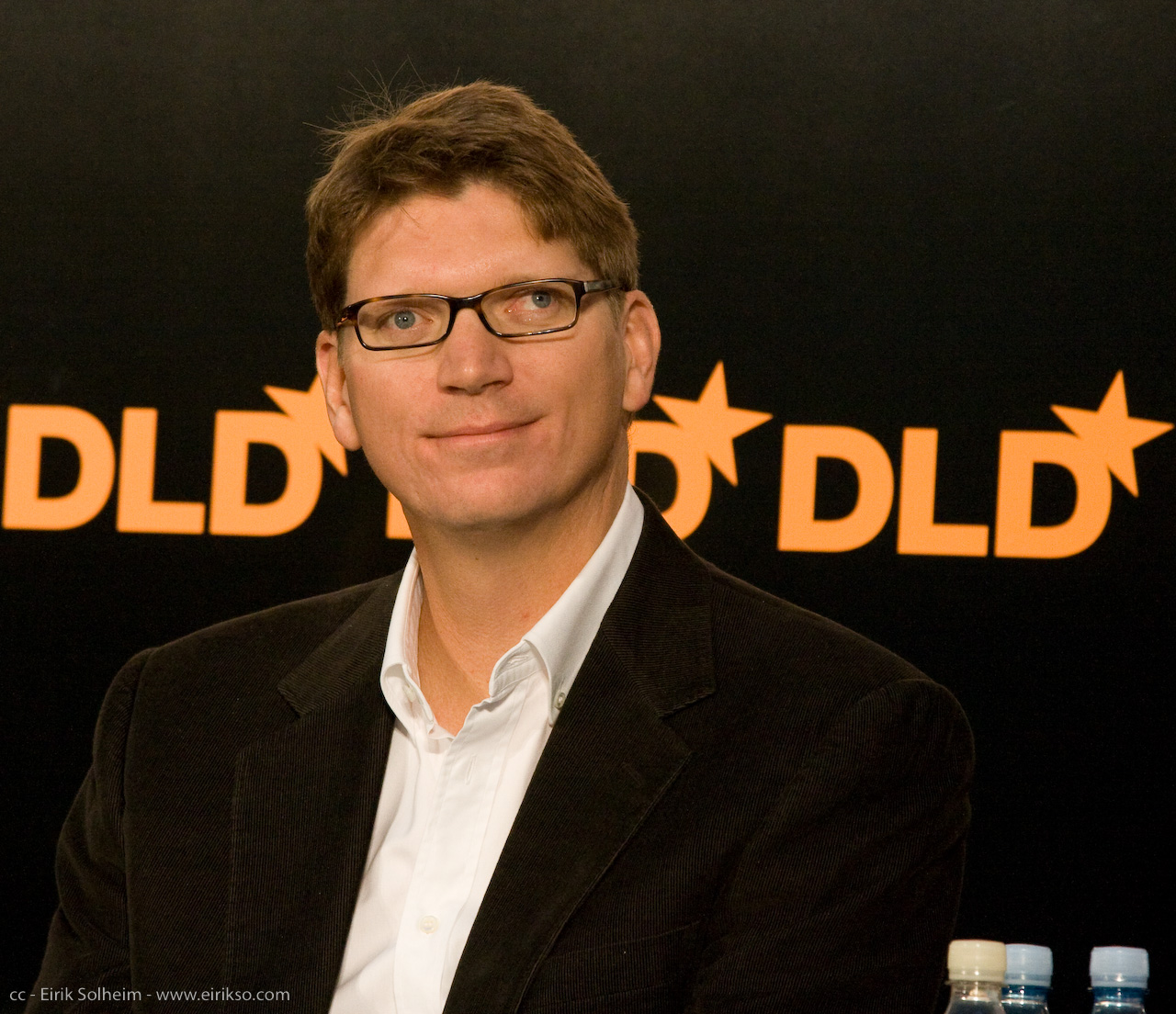
Niklas Zennström

Niklas Zennström (Aussprache [ˌnikːlas ˈsɛnːstɹœm], * 16. Februar 1966 in Järfälla, Schweden) ist ein schwedischer Softwareentwickler und Mitentwickler der Internet-Tauschbörse Kazaa und des Internettelefonie-Netzwerks Skype. Im Jahr 2006 gründete er die Investmentgesellschaft Atomico, die sich vor allem im Technologiesektor engagiert. Das Unternehmen, das Zennström seither als Hauptgeschäftsführer leitet, konzentriert sich auf Neuerungen, die das Potenzial haben, die Märkte umzugestalten. Er investierte dabei bisher in mehr als 40 Unternehmen auf drei Kontinenten.
Zennström studierte an der Universität Uppsala und an der University of Michigan in den Vereinigten Staaten Managementwissenschaften und Informatik. Danach arbeitete er für die Unternehmen Tele2 und get2net und war CEO des Portals everyday.com. Im März 2001 gründete er zusammen mit Janus Friis die Tauschbörse Kazaa und 2003 das Unternehmen Joltid.
Zennström wurde 2001 in den USA von der Musikindustrie wegen Beihilfe zur Urheberrechtsverletzung verklagt. Die Klage ließ sich aber rund ein Jahr nicht zustellen. Danach konnte die Verurteilung abgewendet werden. Zennström argumentierte, jemand, der nicht in den USA lebe oder dort Geschäfte mache, könne auch nicht von einem US-Gericht verurteilt werden.
Danach widmeten sich Zennström und Friis der Entwicklung des Internettelefonie-Netzwerkes Skype, das im September 2005 für 3,1 Milliarden US-Dollar von eBay übernommen wurde. Zennström ist vom CEO-Posten von Skype zurückgetreten. Er ist seither nicht mehr stimmberechtigtes Mitglied des Board of Directors von Skype. Danach arbeitete Zennström an einer Broadcasting-Plattform namens Joost.
Gemeinsam mit Friis entwickelte Zennström 2010 den werbefreien Musikabonnement- und Audio-on-Demand-Dienst Rdio. Seit 2014 ist er Mitglied des Aufsichtsrates von H&M.
Niklas Zennström ist verheiratet.